# 70 Pułk Piechoty (austro-węgierski)

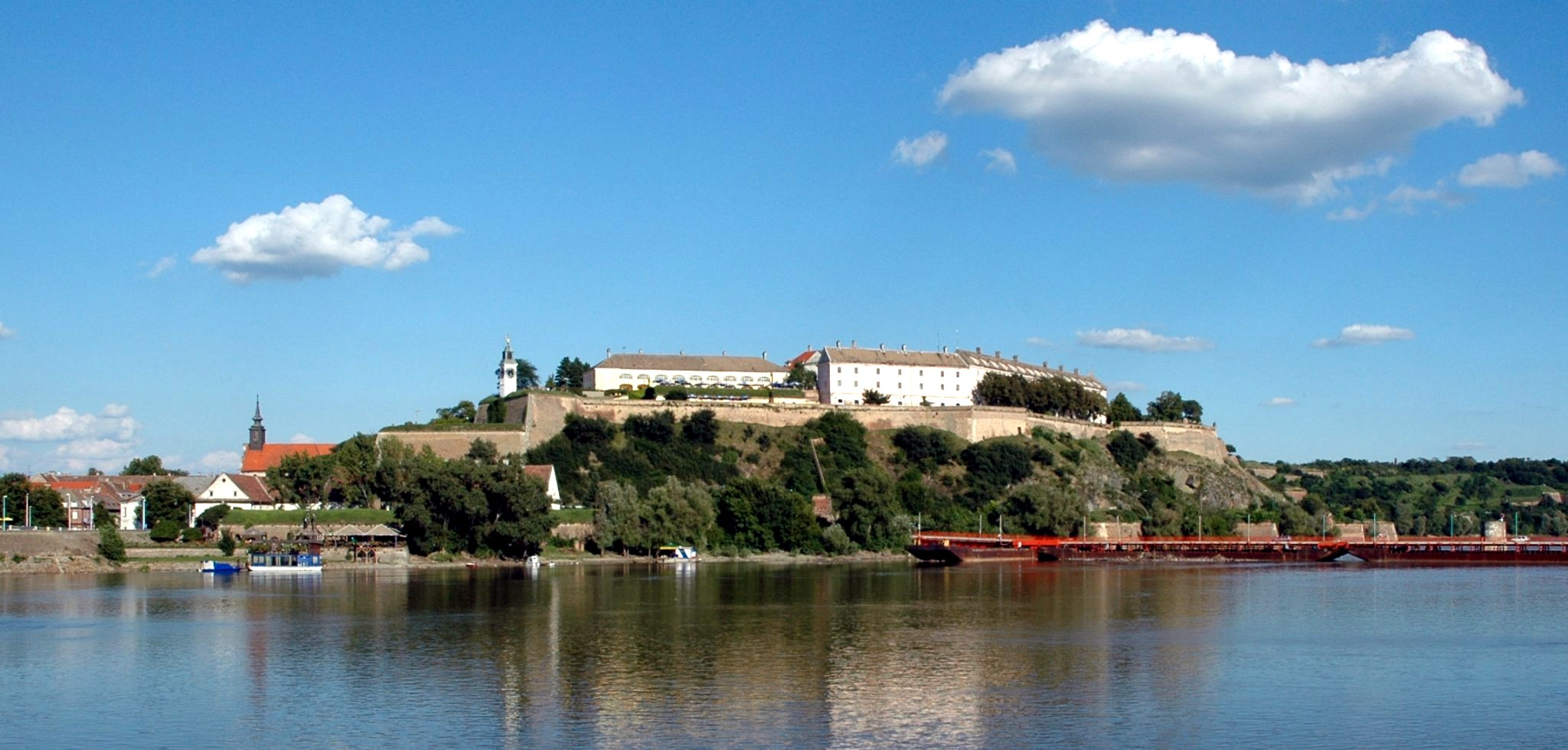
Twierdza Petrovaradin

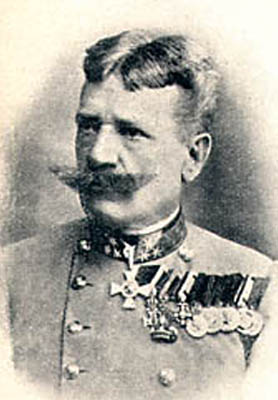
GdI Michael Ludwig von Appel

Węgiersko-slawoński Pułk Piechoty Nr 70 (IR. 70) – pułk piechoty cesarskiej i królewskiej Armii.
Pułk został utworzony 1 lutego 1860 roku z połączenia trzech batalionów wydzielonych ze składów Pułków Piechoty Nr 1, 3 i 25.
Okręg uzupełnień nr 70 Petrovaradin (niem. Peterwardein, węg. Pétervárad) na terytorium 13 Korpusu.
Kolory pułkowe: zielony morski (meergrün), guziki złote. Skład narodowościowy w 1914 roku 79% - Chorwaci, Serbowie.

## Dyslokacje

### Dyslokacja w roku 1873
Dowództwo w Krakowie wszystkie bataliony w Bańskiej Bystrzycy.

### Dyslokacje w latach 1900–1903
Dowództwo i wszystkie bataliony oprócz IV w Péterváradzie, IV w Travniku.

### Dyslokacje w latach 1904–1909
Dowództwo i wszystkie bataliony oprócz I w Péterváradzie, I w Zimonyu.

### Dyslokacje w latach 1910–1913
Dowództwo i wszystkie bataliony oprócz II i III w Zagrzebiu, II batalion w Karlovacu (węg. Károlyváros) do 1911, a od 1912 w Trebinju i III batalion w Péterváradzie.

### Dyslokacje w roku 1914
Dowództwo i wszystkie bataliony oprócz II i III w Budapeszcie, II batalion w Trebinju, III w Péterváradzoe.
Przydział w 1914 roku 36 Dywizja Piechoty.

## Szefowie pułku
Kolejnymi szefami pułku byli:
- FZM Ladislaus Nagy von Alsó-Szopor(inne języki) (1860 – †23 IX 1872),
- FZM Franz Philippović von Philippsberg (1874 – 1903),
- GdI Michael Ludwig von Appel(inne języki) (1913 – †1 II 1915)[1].

## Komendanci pułku
- płk Ernst Kubin (1873)
- 1903–1907 – płk Georg Zunac
- 1908–1911 – płk Josef Marjanovic
- 1910–1914 – płk Eduard Maag
- płk Anton Hanika (1918)